# Mục Khố Thập
Mục Khố Thập (giản thể: 穆库什; phồn thể: 穆庫什; 1595 – 1659) là một công chúa của nhà Thanh trong lịch sử Trung Quốc, con gái thứ tư của Thanh Thái Tổ Nỗ Nhĩ Cáp Xích.

## Cuộc đời
Mục Khố Thập sinh vào năm Minh Vạn Lịch thứ 23 (1595), mẹ là Thứ phi Gia Mục Hô Giác La thị. Bà chị em cùng mẹ với Ba Bố Thái và Ba Bố Hải. Năm Minh Vạn Lịch thứ 36 (1608), quân Kiến Chân của Nỗ Nhĩ Cáp Xích hạ được trọng trấn phía Nam của Ô Lạp là Nghi Hãn Sơn thành (宜罕山城). Sau trận chiến, Bố Chiếm Thái cầu hôn con gái của Nỗ Nhĩ Cáp Xích, hy vọng một lần nữa ký kết minh ước. Kết quả, Nỗ Nhĩ Cáp Xích gả Mục Khố Thập cho Bố Chiếm Thái, Quốc chủ Ô Lạp quốc. Trước đó, Bố Chiếm Thái từng cưới hai người con gái của Thư Nhĩ Cáp Tề là Ngạch Thực Thái và Ngạch Ân Triết lần lượt vào năm 1598 và 1603. Năm 1612, mối quan hệ giữa Kiến Châu Nữ Chân và Ô Lạp bị phá vỡ. Nỗ Nhĩ Cáp Xích biết tin Bố Chiếm Thái không chỉ nhốt Mục Khố Thập lại, mà còn hành hạ tra tấn bà, liền xuất quân chinh phục Ô Lạp, Bố Chiếm Thái chạy trốn đến Diệp Hách, Mục Khố Thập được đưa trở lại Kiến Châu.
Trong cuộc chiến với Bố Chiếm Thái tại Ô Lạp để giải cứu Mục Khố Thập, một người con trai của Ngạch Diệc Đô là A Đạt Hải đã tử trận. Để an ủi Ngạch Diệc Đô, Nỗ Nhĩ Cáp Xích đã gả Mục Khố Thập cho Ngạch Diệc Đô làm kế thê. Sau khi tái giá, bà sinh cho Ngạch Diệc Đô 3 người con là Át Tất Long, Tát Tát Hồn Phí Dương Cổ (mất sớm) và một người con gái. Năm 1621, sau khi Ngạch Diệc Đô qua đời, bà theo phong tục thu kế hôn, tái giá với con trai thứ tám của Ngạch Diệc Đô là Đồ Nhĩ Cách (图尔格) nhỏ hơn bà chỉ 1 tuổi. Át Tất Long có hai người con gái trở thành hậu phi của Khang Hi Đế là Hiếu Chiêu Nhân Hoàng hậu và Ôn Hi Quý phi. Năm 1636, Hoàng Thái Cực lên ngôi Hoàng đế, lấy niên hiệu là "Sùng Đức", đổi quốc hiệu là Đại Thanh, đổi tộc Nữ Chân thành Mãn Châu. Tháng 11, ông tiến hành sách phong cho 7 vị Công chúa. Trong đó, Mục Khố Thập được phong làm Hòa Thạc Công chúa.
Vì kết hôn lâu ngày không có con, con gái của bà là Đích Phúc tấn của Bối tử Ni Kham cùng với ba người bồi giá là Mạnh Cô Tể, Tuệ Ni và Bảo Tề Hắc lập mưu đem con người khác sinh về ngụy tạo là con mình. Đúng lúc ở phủ Hoằng Nghị công có có một người đầy tớ người Hán mang thai, Phúc tấn tự nhận mình đang mang thai tám tháng. Sau khi đứa trẻ được sinh ra, ba người Mạnh Cô Tể liền lặng lẽ đưa đến Bối tử phủ. Chị gái của Ni Kham là Tể Nãi Cách cách phát hiện điều bất thường, cho rằng đứa trẻ không phải vừa mới sinh ra nhưng Phúc tấn nhất quyết phủ nhận. Mục Khố Thập và Đồ Nhĩ Cách đều bênh vực con gái, Ni Kham liền báo lên Hoàng Thái Cực. Hoàng Thái Cực ra lệnh cho Hình bộ thẩm vấn liền tra ra được đứa trẻ không phải do Phúc tấn sinh ra. Tháng 2 năm Sùng Đức thứ 2 (1637), con gái của Mục Khố Thập và ba người đồng mưu đều bị xử tử, bà được miễn tội chết, nhưng bị tước bỏ danh hiệu Hòa Thạc Công chúa, cũng bị cưỡng chế ly hôn với Đồ Nhĩ Cách, do anh trai Ba Bố Thái và em trai Ba Bố Hải phụng dưỡng. Đồ Nhĩ Cách cũng được miễn tội chết nhưng bị tước đi thế chức. Át Tất Long vì che chở cho mẹ và em gái, biết mà không báo, bị tước đi chức vị Ngang bang Chương kinh. Bối tử Ni Kham được miễn tội. Tháng 5 năm Thuận Trị thứ 16 (1659), bà qua đời, thọ 65 tuổi.

## Gia quyến

### Ngạch phò
- Bố Chiếm Thái, Quốc chủ Ô Lạp quốc.
- Ngạch Diệc Đô, một trong Ngũ đại Công thần khai quốc.
- Đồ Nhĩ Cách, con trai thứ tám của Ngạch Diệc Đô.

### Hậu duệ
- Mậu Mặc Nhĩ Căn (茂墨尔根), con trai của Bố Chiếm Thái, được phong thế chức.
- Cát Đô Hồn (噶都浑), con trai của Bố Chiếm Thái, được phong thế chức.
- Át Tất Long, con trai của Ngạch Diệc Đô, công thần khai quốc, ngoại thích của nhà Thanh, một trong bốn Cố mệnh Đại thần trước khi Khang Hi Đế thân chính. Có hai con gái:
  - Hiếu Chiêu Nhân Hoàng hậu, Kế hậu của Khang Hi Đế.
  - Ôn Hi Quý phi, phi tần của Khang Hi Đế.
- Tát Tát Hồn Phí Dương Cổ, con trai của Ngạch Diệc Đô, mất sớm.
- Đích Phúc tấn của Kính Cẩn Trang Thân vương Ni Kham – con trai thứ ba của Quảng Lược Bối lặc Chử Anh.